# 貝阿德群島
貝阿德群島（英語：Bayard Islands），是南極洲的群島，位於葛拉漢地西岸的丹科海岸，長1.5英里，處於南森島東北面的威爾米納灣，現時由南極條約體系管理。